# エーリク7世 (デンマーク王)
エーリク・ア・ポンメルン（デンマーク語: Erik af Pommern、ノルウェー語: Erik av Pommern、スウェーデン語: Erik av Pommern、1382年 - 1459年）は、ノルウェー国王（エイリーク3世（Eirik III)、在位：1389年 - 1442年）、デンマーク国王（エーリク7世（Erik VII）、在位：1396年 - 1439年）、およびスウェーデン国王（エリク13世（Erik XIII）、在位：1396年 - 1439年）。ポメラニア公（エーリヒ1世（Erich I）、在位：1395年 - 1459年）。1397年、マルグレーテ1世によるカルマル同盟の成立により、その初代君主となった。

## 生涯
エーリクはポメラニア公ヴァルティスラフ7世とマリア・フォン・メクレンブルクの息子ボギスラフ（Bogislav）として生まれた。母マリア（1363年 - 1402年）は、デンマーク国王ヴァルデマー4世の娘でマルグレーテ1世の姉インゲボーと、スウェーデン国王マグヌス3世の曾孫メクレンブルク＝シュヴェリーン公ハインリヒ3世の娘であった。
エーリクは大叔母マルグレーテ1世によって、まず1389年にノルウェー王に即けられた。1395年には父の死によって、エーリヒ1世（Erich I）としてポメラニア公位も継承している。翌1396年、大叔父（ハインリヒ3世の弟）アルブレクトをマルグレーテが廃位させ、代わってエーリクをスウェーデン王位に即けるとともに、デンマーク王位にも即けた。
エーリクはマルグレーテの摂政を受け、成人後も1412年にマルグレーテが亡くなるまで実質的に共同統治者であった。1406年、イングランド王ヘンリー4世の王女フィリッパと結婚した。
デンマーク・ノルウェー・スウェーデンの3国は、名目上は対等の同盟であったが、実態はデンマークを盟主にした同君連合でもあった（カルマル同盟）。エーリクはシュレースヴィヒおよびホルシュタインの併合を目指したが、結局失敗に終わった。このため財政難を引き起こし、エーリクはこの穴埋めにノルウェー・スウェーデンに重税を課して立て直しを図ったが、両国は反発し、不満がくすぶり始める。
しかしエーリクは、1429年にデンマーク・スウェーデン間のエーレスンド海峡に通航する船舶に海峡税を課すことを決め、これには成功した。この海峡税は、デンマークに莫大な財政収入をもたらすことになったが、ハンザ同盟との決定的な対立を招いた。また海峡の両岸に城を築き、通過する船舶を監視して威圧した。
後年、エーリクは貴族の台頭と専横に悩まされることになる。1435年には、スウェーデンで最初の独立反乱の種がまかれた。結局エーリクは、王権を強化することなく退位を余儀なくされた。貴族の勢力が強大化し、これを押し止めることが出来なくなっていったのである。エーリクには子供がなく、ポメラニアの従弟ボギスラフ9世を後継者に推したが、貴族たちは反対し、彼らはエーリクの甥であるプファルツ＝ノイマルクト家のクリストファ・ア・バイエルンを後継者に選出した。